# Schoenomyza evittata
Schoenomyza evittata är en tvåvingeart som beskrevs av Malloch 1934. Schoenomyza evittata ingår i släktet Schoenomyza och familjen husflugor.
Artens utbredningsområde är Uruguay. Inga underarter finns listade i Catalogue of Life.